# 凤凰午间专列
凤凰午间专列（英语：Phoenix Midday Express，2022年元旦前为鳳凰午間特快“The Midday Express”），2017年2月3日及之前为“Phoenix Afternoon Express”）是香港凤凰卫视制作的平日中午强档新闻节目，也是鳳凰衛視第三檔新聞節目，同時是凤凰卫视唯一配备两名主播的新闻节目（春節除外）；节目的开场口号是“各位中午好，欢迎搭乘《凤凰午间专列》，我是XX（主持人）”。
兩個節目於2001年由白沙文化和中國聯通贊助播出，2002年11月由紅七匹狼特約贊助播出，12月開始連同江中製藥贊助，2004年3月紅七匹狼不再贊助，4月開始由金聖文化贊助持續到12月，2006年由利君制药特約贊助，2008年由都寶特約贊助，2010年到2014年由雙匯集團特約贊助，2014年到2015年由雙匯集團與深圳東部華僑城聯合特約，2016年由雙匯集團特約贊助播出，2017年由深圳東部華僑城特約贊助（片头上没有冠名）。2018年至2022年3月31日無任何贊助商。2022年4月1日起由中國旅遊集團贊助，2025年5月4日起改由該母公司其下中免集團贊助播出。
2024年4月15日起，配合鳳凰衛視香港台將於同月22日起於無綫電視的85頻道轉播，香港台於12:00-13:00同步播出《鳳凰午間專列》。
而周末正午播報（英語：Weekend Midday News，2017年2月5日及之前为“The World This Week”）是逢周六和周日在中午时段播放的半小时新闻报导。
2022年1月1日，凤凰卫视全面改版，《凤凰午间特快》更名为《凤凰午间专列》，全天候正午播出，而《周末正午播報》停播。
2024年7月7日起，香港台於12:00-13:00同步播出《鳳凰午間專列》時，全面附上繁體中文字幕。

## 播出时间[2]
凤凰卫视中文台、资讯台、香港台：香港时间周一至周日中午12:00。播出时长为57分钟（含广告）。
如資訊台於首播時正進行突發新聞直播，中文台仍會如常播出《鳳凰午間專列》，並由同步直播改為獨立直播；而資訊台會於突發新聞後獨立播出《鳳凰午間專列》（另一單主播，使用虛擬景）。
節目完結時會打出「主播」、「美洲製作人」、「歐洲製作人」、「台北製作人」、「北京製作人」、「深圳製作人」、「導播」、「助導」、「美術」、「主編」、「技術主任」、「音響指導」、「高級技術指導」、「技術指導」、「網絡工程」、「新聞剪接」、「錄製及廠務經理」、「值班編審」、「運行總監」、「製作經理」、「製作總監」、「監製」、「總監製」。

## 凤凰午间專列 播出内容
《鳳凰午間專列》播出的内容包括世界各地和大中华地区的新闻

### 节目环节
- 午间焦点：提供今日午间头条新闻
- 世界瞭望：提供国际时事新闻
- 港澳专区：提供香港及澳门新闻
- 两岸资讯：提供内地及台湾新闻
- 午间财经（每日播出但周一至周五会播赞助商，2009年由张裕葡萄酒赞助，2011年由居然之家赞助，2013年由汾酒赞助，2014年至今由完美中国独家冠名赞助）（香港台則不播出此間場，改為原來午間專列的間埸）
- 体育快讯：提供体育新闻

注：
1. 节目开头一般播出新闻提要（画面及预告播报，同《周末正午播报》，在部分情况下开头直接播报新闻）
2. 原“时事要闻”更名为“午间焦点”
3. 原《凤凰午间特快》时期“午间点评”环节改版后为非常规环节
4. 原“两岸新闻”更名为“两岸资讯”，“两岸资讯”板块中连线台北记者站环节因凤凰卫视驻台北记者站于2022年5月16日遣散全部员工被迫关闭，在同年4月29日节目最后一次播出后取消，报导在台湾当地新闻取消署名（原台北站部分记者2022年至2023年为居家办公，2023年租用东森电视崇圣大楼为演播室）。
5. 節目完結時會打出「主編」、「製作人」及「導播」（同《周末正午播报》）。

## 主播
《鳳凰午間專列》为一男一女双主播模式，一般情况下由负责《鳳凰早班车》的主播担任；但在特殊情况下会由负责上午10点档与下午15点档《凤凰正点播报》的一男一女双主播担任，但2022年2月14日至2022年4月5日受香港第五波COVID-19疫情影响下，臨時改回單主播模式。2022年8月6日起节目调整编排，时长不变，周一至周五为双主播模式，周六至周日或春節为单主播模式
原《鳳凰午間特快》时期是凤凰卫视唯一配备一男一女双主播模式的新闻节目，女主播一般情况下為鳳凰早班車主播，男主播为负责上午10点、11点、下午13点、14点档《凤凰正点播报》主播；但在春節前後、 2020年4月至2021年12月31日，受新冠病毒疫情影响下，臨時改回單主播模式，一般情况下由鳳凰早班車主播担任。
《周末正午播報》則與《凤凰正点播报》一樣為單主播制及不使用主直播室，由当天负责上午档凤凰正点播报的主播担任，非固定安排

### 鳳凰午間專列

#### 常任主播
- 饒祥以
- 王峰
- 郭洋子
- 黄橙子

#### 代班主播
- 任韧
- 姜声扬
- 李科夫
- 万俊
- 田桐
- 陳淑婉
- 李亞蒨
- 全荃
- 林秀芹
- 安东
- 楊舒

### 原鳳凰午間特快时期

#### 常任主播
- 姜声扬
- 安东
- 全荃
- 黄橙子
- 饒祥以

#### 代班主播
- 简福疆
- 李科夫
- 李亞蒨
- 萬俊

#### 前任主播
- 严力耕
- 胡一虎
- 王若麟
- 陈晓楠
- 曾瀞漪
- 刘珊玲
- 刘芳
- 楊舒
- 赵情晴
- 杨娟
- 林瑋婕
- 竹幼婷
- 陳魯豫

### 周末正午播报
由当天负责上午档凤凰正点播报的主播担任，非固定安排